# Ode de Brabant
Ne doit pas être confondu avec Oda de Canterbury ou Ode d'Amay.
Sainte Ode de Brabant (dite également Odette d'Écosse, est une princesse d’Écosse probablement morte en 726. Miraculeusement guérie de sa cécité par l'intercession de saint Lambert, elle se serait faite ermite dans le Limbourg historique, autrefois diocèse de Liège. Vénérée aux Pays-Bas et en Belgique elle est liturgiquement commémorée (localement) le 27 novembre et Le 20 avril dans le calendrier chrétien .

## Hagiographie
Il paraît très difficile de déterminer objectivement la biographie de cette sainte, car on ne dispose à son sujet que de deux Vitae qui sont très postérieures (XIIIe et XVIe siècles) à l'époque présumée des événements (VIIe – VIIIe siècles), et exigeraient des techniques de lecture précises pour démêler, de manière scientifique, le vrai du faux. À ce stade des connaissances, force est de s'en tenir aux données suivantes. 
Ode est probablement née en Écosse dans la seconde moitié du VIIe siècle. D'après la Vita du XIIIe siècle, son histoire débute comme un sombre conte, puisque la princesse nait aveugle... Aussi son père l'incite-t-il à se rendre en pèlerinage à Liège, sur le tombeau de saint Lambert (évêque de Maastricht, assassiné dans sa villa le 17 septembre 696), qui attirait des pèlerins de toute l'Europe, depuis la guérison surnaturelle de deux aveugles. Une fois arrivée à la sépulture du saint, elle recouvre la vue.  La princesse Ode se rend à Rome pour témoigner du miracle, et y recevoir la bénédiction du pape pour son projet de vivre comme religieuse comme elle l'avait promis, en cas de guérison. Elle fait vœu de chasteté, avant de retourner en Écosse. 
La pieuse résolution de la jeune fille ne fait pas les affaires de son père, qui désire la marier, à présent qu'elle est guérie. C'est pourquoi Ode s'enfuit de la maison paternelle, franchit la mer du Nord et s'établit dans le Limbourg, plus précisément en un lieu appelé Rode (= clairière, en néerlandais), qui dépendait alors du diocèse de Liège et correspond à la ville actuelle de Rhode-Saint-Oude (Sint-Oedenrode soit clairière de sainte Ode), aux Pays-Bas. C'est là qu'elle serait décédée en 726, après avoir mené une vie érémitique. L'église de l'Abbaye de Rolduc aurait été édifiée à l'emplacement de sa tombe.
Si l'existence de cette ermite ne semble pas contestable, trois clichés apparaissent cependant à la simple énonciation de ces données : l'origine noble de la sainte (noblesse et sainteté vont quasi de pair dans l'hagiographie mérovingienne), la guérison miraculeuse et le voyage à Rome (symbole du rattachement de l’Église locale à l’Église universelle) et l'opposition du père (péripétie que l'on retrouve, par exemple, dans l'histoire de sainte Catherine d'Alexandrie, transmise par la Légende dorée, contemporaine de la Vita de sainte Ode). S'agirait-il de l'histoire d'une sainte locale, que l'on a voulu associer à la figure la plus prestigieuse du diocèse ? Ou encore, ce qui semble moins plausible, d'un supplément en faveur du culte de saint Lambert ?

## Vénération et culte
D'après une interpolation de la Vita de 1527, avant de s'installer à Rhode-Saint-Oude, la sainte aurait séjourné dans un monastère appelé Jérusalem, où des pies seraient venues l'importuner. En le quittant pour son ermitage, passant sur la colline de Hiept, elle aurait tourné ses regards vers la ville de Venray (Limbourg hollandais) et promis d'être sa protectrice devant Dieu pour l'éternité. Une chapelle commémorative se dresse, aujourd'hui encore, à cet endroit, et sainte Ode est considérée comme la patronne de Venray. Par ailleurs, ses reliques (une partie du crâne et des dents) sont conservées à l’église Saint-Martin de Rhode-Saint-Oude.